# Bartłomiej Ciepiela
Bartłomiej Ciepiela (ur. 24 maja 2001 w Tarnowie) – polski piłkarz, występujący na pozycji ofensywnego pomocnika w Zniczu Pruszków.

## Życiorys
Bartłomiej Ciepiela swoją piłkarską karierę rozpoczynał w Igloopolu Dębica. W wieku 15 lat został zawodnikiem akademii Legii Warszawa. W 2019 roku został wypożyczony do drugoligowej Stali Stalowa Wola. W 2020 roku przesunięty do pierwszej drużyny Legii. W sezonie 2022/2023 zanotował 17 spotkań w Ekstraklasie, na wypożyczeniu do Stali Mielec. 11 sierpnia 2023 został wypożyczony z Legii Warszawa do Resovii. Dzień później zadebiutował w wyjazdowym meczu przeciwko Zagłębiu Sosnowiec, wchodząc na boisko na ostatnie minuty, przy stanie 1:0 zmieniając zdobywcę gola Macieja Górskiego. Po sezonie w Rzeszowie, 16 lipca 2024 Legia wypożyczyła go do Znicza Pruszków.